# Кшиштоф Борунь
Кшиштоф Борунь (пол. Krzysztof Boruń; *29 листопада 1923, Ченстохова — †22 травня 2000, Варшава) — польський письменник-фантаст та вчений-фізик.
Народився в 1923 році в місті Ченстохові. З 16 років він робітник, потім вчитель математики й фізики. З 1942 року учасник підпільної боротьби з німецькими окупантами. Під час Варшавського повстання, у серпні 1944 року, був поранений. З 1945 року працює журналістом. Нагороджений Хрестом Відродження Польщі й іншими державними нагородами.
Автор численних книг і науково-популярних статей в галузі астронавтики й кібернетики. Заступник голови правління Варшавського відділення Польського астронавтичного товариства й член правління Варшавського відділення Польського кібернетичного товариства.
Свою літературну діяльність почав в 1953 році з науково-фантастичної повісті «Загублене майбутнє», написаної разом з А. Трепкою. Потім він написав книги «Проксима», «Космічні брати», збірку оповідань «Антисвіт», повість «Восьме коло пекла» і ряд інших повістей та оповідань.